# 安托諾夫An-28
安东诺夫An-28（Antonov An-28，北約代號：Cash）又稱安-28，是一种双引擎轻型涡轮螺旋桨运输机，該機型由安托諾夫An-14M发展而来。它于1969年首飞。截至2015年8 月，該機型共建造了191架飛機，並且仍有16架飛機在航空公司中服役。